# Madagaskarjacana
De madagaskarjacana (Actophilornis albinucha) is een steltloperachtige uit de familie van de jacana's (Jacanidae). 

## Verspreiding en leefgebied
De soort is endemisch in Madagaskar.

## Status
De grootte van de populatie is in 2016 geschat op 800-1600 volwassen vogels. Op de Rode lijst van de IUCN heeft deze soort de status bedreigd.

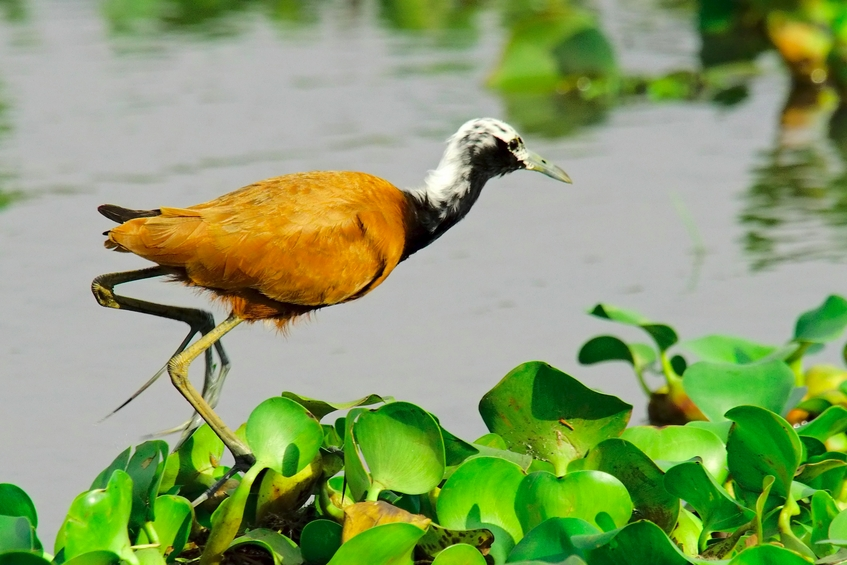